# 当銀長太郎
当銀 長太郎（、1941年〈昭和16年〉11月28日 - ）は、日本の俳優。旧名は當銀長太郎。旧芸名・別名はジャング当銀。
趣味・特技は乗馬、殺陣、ゴルフ、スキー。双子の弟は元俳優の当銀長次郎。

## 来歴・人物
東京市（現東京都）荒川区に生れ、1957年に芝浦工業大学高等学校に入学する。1958年、高校在学中に大映にスカウトされて、映画『俺たちは狂っていない』に出演。その後、ニューフェースで東宝に入社。同期に伊吹徹などがいる。
1962年、『日本一の若大将』に出演して以来、戦争映画、時代劇など数多くの東宝映画作品に出演。1964年、『宇宙大怪獣ドゴラ』への出演を皮切りに東宝怪獣映画でもお馴染みの顔となる。1966年、『ゴジラ・エビラ・モスラ 南海の大決闘』ではゴジラシリーズに初出演を果たし、大学生・市野役を演じている。1971年以降、フリーになる。
テレビ・舞台でも幅広く活動中で、近年は鳥プロダクションで「当銀塾」、現在は自ら「フツレ アクターズ」（#外部リンク参照）でそれぞれ主宰を務めるなど、後進の指導を中心に活動を続けている。

## 出演

### 映画
※特記以外は東宝配給作品
- 俺たちは狂っていない（1958年7月22日、大映） - 吉原
- 生きていた野良犬（1961年3月26日、日活）
- 若大将シリーズ
  - 日本一の若大将（1962年7月14日） - 村上
  - フレッシュマン若大将（1969年1月1日） - 松浦
  - ニュージーランドの若大将（1969年7月12日） - 公園の若い男[注釈 1]
- にっぽん実話時代（1963年2月16日） - 森一郎
- 妻という名の女たち（1963年5月22日） - 柿崎邦彦
- クレージー映画
  - クレージー作戦 くたばれ!無責任（1963年） - プールのチンピラ
  - 日本一のホラ吹き男（1964年6月11日） - 宣伝課員
  - 無責任清水港（1966年1月3日、渡辺プロ） - 増川仙右衛門
  - クレージーの殴り込み清水港（1970年1月15日、渡辺プロ） - 増川仙右衛門
- 今日もわれ大空にあり（1964年2月29日） - 佐々二尉
- ああ爆弾（1964年4月18日） - 記者
- 宇宙大怪獣ドゴラ（1964年8月11日） - 石炭トラック運転手[1]
- 侍（1965年1月3日、三船プロ） - 森川精一
- 太平洋奇跡の作戦 キスカ（1965年6月19日）
- 戦場にながれる歌（1965年8月13日） - 多胡光男
- 100発100中（1965年12月5日） - 健
- 狸の王様（1966年4月16日） - 小堀
- 落語野郎 大脱線（1966年6月30日） - 大石太郎
- 沈丁花（1966年)
- ゴジラシリーズ
  - ゴジラ・エビラ・モスラ 南海の大決闘（1966年12月26日） - 市野[出典 3]
  - 怪獣島の決戦 ゴジラの息子（1967年12月17日） - 気象観測機無線員[出典 4]
  - 怪獣総進撃（1968年8月1日） - 岡田[出典 3]
  - ゴジラ・ミニラ・ガバラ オール怪獣大進撃（1969年12月20日） - 刑事B[1][4]
- さらばモスクワ愚連隊（1968年3月22日） - 週刊紙記者
- めぐりあい（1968年3月27日） - 佐々木
- 斬る（1968年6月22日） - 浪人
- 東宝8.15シリーズ
  - 日本海大海戦（1969年8月1日）
  - 激動の昭和史 軍閥（1970年8月11日） - 庄司
  - 激動の昭和史 沖縄決戦（1971年7月17日） - 諏訪部大尉[5]
- 栄光への反逆（1970年4月4日） - 棒頭B
- ゲゾラ・ガニメ・カメーバ 決戦!南海の大怪獣（1970年8月1日） - 横山[1][2]
- 真剣勝負（1971年2月20日） - 鉄砲又
- 事件（1978年6月3日、松竹） - 滝川

### テレビドラマ
- ウルトラQ 第6話「育てよ! カメ」（1966年） - 銀行ギャング・内田
- 新・新三等重役（1966年）
- おてんとさまどんと来い!（1966年）
- 太陽のあいつ（1967年）
- 戦え! マイティジャック 第25話「希望の空へとんで行け!（前編）」、第26話「希望の空へとんで行け!（後編）」（1968年） - Q日本支部副長・チン
- プレイガール
  - 第187話「男殺し裸のガンファイター」（1972年） - 大村
  - 第196話「初笑い風俗取締り巡査」（1973年） - 大井
  - 第261話「金があれば年の差なんて!」（1973年）
- 荒野の素浪人 第58話「荒涼 殺生谷の黄金」（1973年）
- 荒野の用心棒 第8話「銀山地獄に悪の華が散って…」（1973年）
- 特別機動捜査隊（NET）
  - 第682話「何が彼女をそうさせたか」（1974年） - 竹夫
  - 第710話「ちぎれた舞扇」（1975年） - 慎吉
- 6羽のかもめ（1974年） - マネージャー
- バーディー大作戦 第47話「私の葬式に100万＄」（1975年）
- 太陽にほえろ! 第144話「タレ込み屋」（1975年） - 殺し屋
- 大空港 第16話「特捜部対ヤクザ 女医三森亜矢子が敵の手に!」（1978年）
- コメットさん 第42話「UFO=虫歯が盗まれた!」（1979年）
- 同心部屋御用帳 江戸の旋風IV 第19話「純情わらじばき」（1979年）
- メガロマン 第8話「危機一髪! 小さな勇者」・第11話「地球に迫る要塞惑星!」（1979年） - 猿一平の父
- バトルフィーバーJ 第28話「謎のボートを追え」（1979年） - 中井信也
- 長七郎江戸日記 第46話「野盗秘聞」（1984年、NTV / ユニオン映画） - 仔分
- ナショナル劇場（TBS / C.A.L）
  - 水戸黄門
    - 第15部
      - 第16話「弥七に似ていた風来坊 -広島-」（1985年5月13日） - 音吉
      - 第23話「鬼庄屋にされた黄門様 -篠山-」（1985年7月1日） - 六兵衛の子分

    - 第16部
      - 第6話「敵と呼ばれた助三郎 -島田-」（1986年6月2日） - 佐助
      - 第21話「友禅救った大芝居 -金沢-」（1986年9月15日） - 役人

    - 第17部
      - 第4話「謎の紫頭巾 -諏訪-」（1987年9月21日） - 役人
      - 第25話「狙われた二人の黄門様 -大坂-」（1988年2月15日）、第26話「旅の終わりの波瀾万丈 -大坂・江戸-」（1988年2月22日） - 片山

    - 第18部
      - 第7話「孫を騙った悪い奴 -高崎-」（1988年10月24日）
      - 第30話「天下の嶮の悪退治 -箱根-」（1989年4月10日）

    - 第23部 第39話「白いお髭のお婿殿 -府中-」（1995年5月8日） - 富次
    - 第24部 第12話「お化けになって悪退治 -別府-」（1995年12月4日）

  - 水戸黄門外伝 かげろう忍法帖 第7話「地獄に夢の花が咲く -諏訪-」（1995年7月3日） - 佐平
  - 大岡越前
    - 第9部 第4話「襲われた御用金」（1985年11月18日） - 船頭
    - 第10部 第6話「弱者に誓う大岡裁き」（1988年4月4日） - 小出京四郎の兄
    - 第11部 第19話「目撃者は名乗れぬ女」（1990年8月27日） - 儀平
    - 第14部 第20話「恥ずべき行い」（1996年11月4日） - 須崎
- 必殺シリーズ
  - 必殺仕事人V・激闘編
    - 第13話「主水の上司人質になる」（1986年） - 孫太郎
    - 第25話「主水、紫陽花の下に金を隠す」（1986年） - 大国屋

  - 必殺まっしぐら！
    - 第3話「相手は壇ノ浦の亡霊」（1986年8月22日）-辰三
    - 第11話「相手は向島の元締」（1986年10月24日）-相模屋

  - 必殺仕事人V・旋風編 第6話「主水バースになる」（1987年1月9日） - 佐太郎
  - 必殺仕事人・激突!
    - 第2話「大久保彦左衛門のたらい」（1991年） - 平戸屋清右衛門
    - 第11話「主水、阿片戦争に気をもむ」（1992年）
- 田原坂 第2話（1987年）
- わが歌・我愛ニイ（1988年）
- 暴れん坊将軍シリーズ（ANB / 東映）
  - 暴れん坊将軍II
    - 第155話「永代橋に消えた恋!」（1986年） - 市松
    - 第175話「愛の証しの月夜唄!」（1986年） - 宇三郎

  - 暴れん坊将軍III
    - 第19話「知らぬが仏の紙風船」（1988年） - 権八
    - 第34話「男無用のつっぱり十手!」（1988年） - 弥吉
    - 第46話「おイモを生んだ目安箱」（1988年） - 平吉
    - 第114話「愛しのわらべよ、荒海が泣く!」（1990年） - 金蔵

  - 暴れん坊将軍IV
    - 第14話「恋の細道、通りゃんせ!」（1991年） - 鉄次
    - 第25話「母恋い飛脚」（1991年） - 惣助

  - 暴れん坊将軍V
    - 第7話「哀れ、女の舟唄!」（1993年） - 銀助
    - 第27話「天下御免の偽十手」（1993年） - 粂吉

  - 暴れん坊将軍VIII
    - 第5話「汚された花嫁たち」（1997年）
- 月影兵庫あばれ旅 第2シリーズ 第4話「弱い女が一番怖い」（1990年、TX / 松竹） - 工藤
- 将軍家光忍び旅（ANB / 東映）
  - 第1シリーズ 第9話「心優しい暗殺者」（1990年） - 松枝隼人
  - 第2シリーズ 第3話「憎しみの荒野に佇む女」（1992年） - 武平
- 鞍馬天狗 第47話（1991年）
- 鬼平犯科帳（CX / 松竹）
  - 第2シリーズ 第15話「霧の朝」（1991年）
  - 第3シリーズ 第19話「密偵たちの宴」（1992年） - 草間の貫蔵
  - 第4シリーズ 第15話「女密偵・女賊」（1993年）
  - 第5シリーズ 第11話「隠し子」（1994年）
- 半七捕物帳 第3話「娘いれずみ鬼十手」（1992年、NTV / ユニオン映画） - 七五郎
- 風林火山（1992年）
- 江戸の用心棒
  - 第14話「調子がよくてすねた奴」（1994年） - 黒木
  - 第27話「春一番!江戸っ子娘」（1995年） - 金五郎
- 殿さま風来坊隠れ旅 第19話「惚れたらダメよ極道のお嬢様」（1994年）
- 名奉行 遠山の金さん 第6シリーズ 第23話「大陰謀!紫頭巾の女」（1995年、ANB / 東映） - 巽陣十郎
- あばれ医者嵐山 第12話「最期の土俵入り」（1995年）
- 花吹雪美人スリ三姉妹2 悪魔のビデオをスリ盗れ!（1999年）

### 舞台
- アンナ・カレーニナ
- 風と共に去りぬ